# Граждане Польши
Граждане Польши (пол. Obywatele RP) — общественное движение в Польше, которое начиная с 2016 года циклически протестует против политики консервативной партии «Право и справедливость» (ПиС). Движение стало известным благодаря организации так называемой «kontrmiesięcznicy», то есть ежемесячного протеста против марша в память о жертвах Смоленской авиакатастрофы 2010 года, на котором выступает лидер партии ПиС Ярослав Качиньский.
Неформальным лидером движения является Павел Каспшак.
Движение «Граждане Польши» известно также протестом против польских организаций, пропагандирующих национализм и нацизм. В феврале 2017 года, когда в городке Хайнувка на востоке Польши проходил организованный польскими националистами Марш т. н. «проклятых солдат» с портретами солдата польского антикоммунистического подполья Ромуальда Райса «Бурого», «Граждане Польши» протестовали против этого мероприятия, указывая, что на руках «Бурого» — кровь представителей белорусского и православного гражданского населения окрестностей Хайнувки.
29 марта 2017, в знак солидарности с Антикоррупционными протестами в России, во время которых российская полиция задерживала митингующих, «Граждане Польши» протестовали вместе с представителями российской диаспоры под Посольства РФ в Варшаве.
В июне 2017 «Граждане Польши» поддержали церковную процессию украинцев Перемышля в память о петлюровцах, на которую в 2016 году напали польские националисты.
Методом сопротивления движения являются акции гражданского неповиновения. До марта 2017 участники движения приходили на манифестации оппонентов с белыми розами и плакатами. Однако в марте 2017 парламент Польши принял новый закон об общественных собраниях, которым запрещалось проводить любые события в непосредственной близости к так называемым циклическим мероприятиям, в частности к ежемесячным маршам сторонников партии «Право и справедливость». Участники движения «Граждане Польши» начали препятствовать оппонентам проводить манифестации, садясь на дороге марша.
Условием участия в движении является подписание «Гражданской декларации», в которой, в частности, говорится: «Каждый имеет право отказаться подчиняться тирании, государству, нарушает его достоинство, нарушает законы и важные для него ценности, государстве, которое является бесправным. Не каждому власти нужно подчиняться».
В январе 2018 движение обратилось к «коалиции демократических партий» Польши, требуя проведения открытых праймериз на места в списках партий накануне выборов в органы местного самоуправления, которые должны состояться в Польше осенью 2018.